# Свети Пантелеймон (Кутлумуш)
Вижте пояснителната страница за други значения на Свети Пантелеймон.
„Свети Пантелеймон“ (на гръцки: Σκήτη Αγίου Παντελεήμονος) е гръцки православен отделножителен скит на Света гора, подчинен на манастира Кутлумуш и разположен на около половин час ход пеша западно от манастира. Скитът се намира под юрисдикциятя на Константинополската патриаршия.

## История
Скитът е основан през 1785 г. от йеромонах Харалампий на мястото на стара килия.
Главната църква на скита е построена през 1790 г. и е посветена на Свети Пантелеймон. Стенописите в храма са изпълнени през 1868 г. В иконостаса на главната църква има ценни икони, изписани между 1791 и 1813 г. Освен в главната църква в скита има няколко по-малки църкви с каливи: „Рождество Богородично“, „Свети Мина“, „Рождество на Йоан Предтеча“, „Въведение Богородично“, „Сретение Господне“, „Свети Йоан Златоуст“, „Вси светии“ и „Свети Герасим Нови“. Най-старата калива на скита е „Вси Светии“. Най-ценните реликви на скита са Чудотворна икона на Свети Пантелеймон от XVIII век в сребърен обков и частица от мощите на мъченика Свети Герасим Нови. В библиотеката на скита се съхраняват 40 ръкописа и над 500 стари книги.
В наши дни от 23 каливи, които има скита, 14 са действащи и в тях живеят около 20 монаси.